# Хилл, Тревор, 1-й виконт Хиллсборо
Тревор Хилл, 1-й виконт Хиллсборо (англ. Trevor Hill, 1st Viscount Hillsborough; 1693 — 5 мая 1742) — англо-ирландский землевладелец и политик, который заседал в Ирландской палате общин с 1713 по 1715 год и в Британской палате общин с 1715 по 1722 год.

## Биография
Родился в 1693 году. Старший сын Майкла Хилла (1672—1699) из Хиллсборо и его жены Энн Тревор (? — 1747), дочери сэра Джона Тревора (1637—1717), спикера Палаты общин. Он был членом влиятельной землевладельческой семьи из графства Даун, Ирландия. Его отец умер в 1699 году, и Хилл унаследовал его поместья.
Тревор Хилл женился незадолго до 1717 года на Мэри Дентон (? — 23 августа 1742), вдове сэра Эдмунда Дентона, 1-го баронета Хиллесдена (1676—1714), и дочери Энтони Роу из Масвелл-Хилла, Мидлсекс.
Тревор Хилл представлял Хиллсборо (избирательный округ парламента Ирландии) в Ирландской палате общин с 1713 по 1715 год, а затем с 1715 по 1717 год, когда он был возведен в пэры Ирландии как 1-й барон Хилл из Килварлина в графстве Даун и 1-й виконт Хиллсборо. Он стал членом ирландского тайного совета 20 сентября 1717 года.
На парламентских выборах в Великобритании 1715 года Тревор Хилл безуспешно баллотировался в качестве вига от Солташа, но три месяца спустя был избран в качестве члена парламента от Эйлсбери на дополнительных выборах 30 апреля 1715 года. В 1722 году его друг, герцог Уортон, вернул его в качестве члена парламента от Малмсбери, но 13 декабря 1722 года он был смещен по ходатайству. Он потерпел поражение на дополнительных выборах в Эпплби в 1723 году и больше не баллотировался в Палату общин Великобритании. Он был назначен губернатором графства Даун в 1729 году.
Тревор Хилл обладал обаянием, но имел плохую репутацию распутника и распутника. Он пытался вернуть свои долги, играя на лошадях, и был одним из группы мужчин, которых выпорол возчик, оскорбленный тем, что они ездили голыми с молодыми леди по Бакингемширу.
Лорд Хиллсборо умер в возрасте 48 лет в мае 1742 года. У него было четверо сыновей и две дочери, и титулы унаследовал его сын Уиллс Хилл, 2-й виконт Хиллсборо (1718—1793), будущий 1-й маркиз Дауншир, который стал видным государственным деятелем. Его брат Артур Хилл (1694—1771) унаследовал поместья Тревор через их мать и был создан 1-м бароном Хиллом и 1-м виконтом Данганноном в 1765 году.